# Vlastimil Harapes
Vlastimil Harapes (ur. 24 lipca 1946 w Chomutov, zm. 15 maja 2024 w Pradze) – czeski aktor, tancerz baletowy, reżyser i choreograf.

## Życiorys
Harapes uczęszczał do Konserwatorium Tańca w Pradze. W 1971 roku występował jako solista w Teatrze Baletu Narodowego w Pradze. Od 1990 do 2003 roku pracował jako choreograf i dyrektor baletu Teatru Narodowego. Pojawił się także w kilku produkcjach filmowych i telewizyjnych, głównie jako tancerz i nauczyciel tańca.

## Filmografia
- Dzień mej miłości (1976)
- Małgorzata, córka Łazarza (1967)
- Jak vytrhnout velrybě stoličku (1977)
- Jak dostat tatínka do polepšovny (1978)
- Piękna i potwór (1978)
- Zbyt późne popołudnie Fauna (1983)